# St. Fabian (Ringstedt)

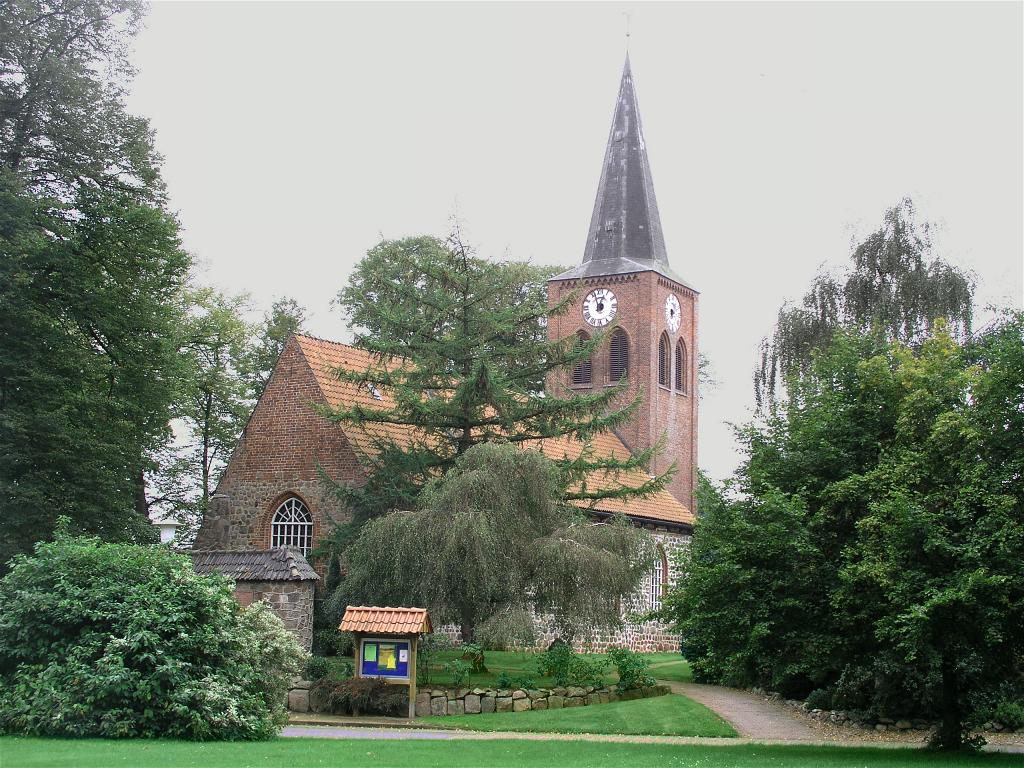
St. Fabian von Nordosten

Die Dorfkirche St. Fabian liegt mitten in Ringstedt, eine Ortschaft der Stadt Geestland im niedersächsischen Landkreis Cuxhaven, in der Straße „Am Osterkamp“. Sie wurde nach dem römischen Bischof Fabianus benannt. Er soll als Märtyrer im Jahr 250 gestorben sein. Die Ringstedter Kirche ist eine von der evangelisch-lutherischen und der reformierten Gemeinde genutzte Simultankirche. Das reformiert-lutherische Simultaneum besteht seit 1706.
Das Gebäude steht unter Denkmalschutz (siehe auch Liste der Baudenkmale in Geestland).

## Baugeschichte

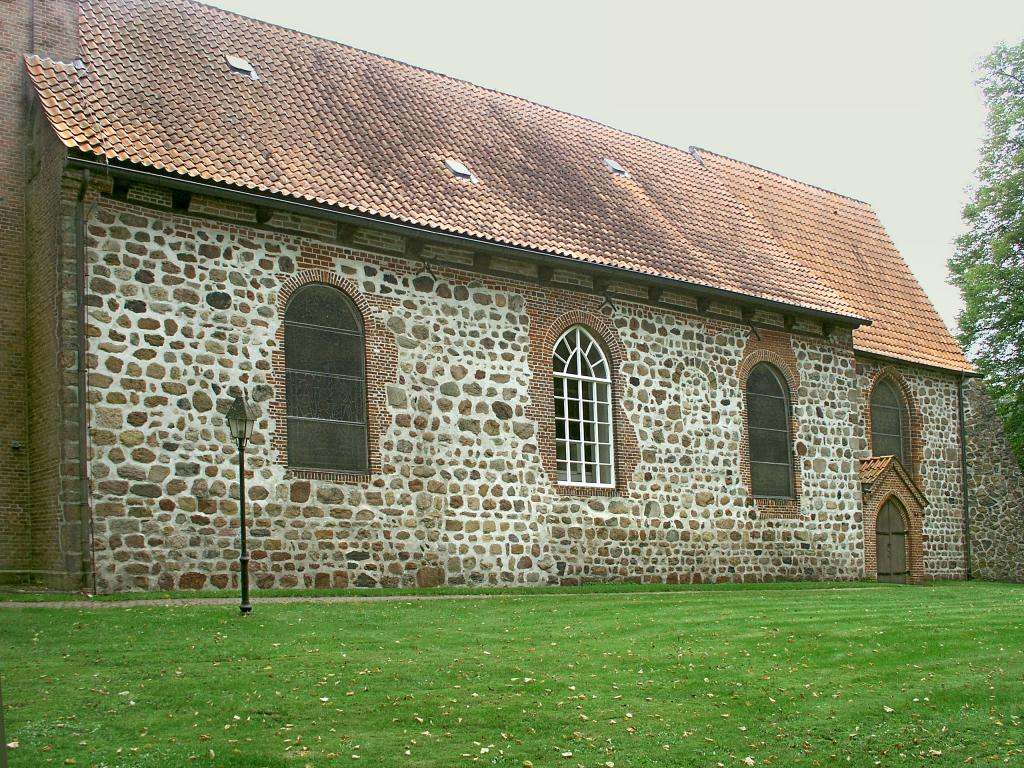
Die Südwand mit Resten eines ursprünglichen Fensters

### Kirchenschiff
Das Kirchenschiff wurde um 1230 gebaut in Feldstein, mit verputzten segmentbogigen Tonnengewölbe. Die großen Fenster sind nachträglich eingesetzt worden, erkennbar an den Backsteinumrandungen. Eines von den ursprünglichen kleinen Fenstern ist noch an der Südwand zu sehen, es wurde allerdings zugemauert. Die Backsteinfenster des Schiffs sind neuzeitlich.

### Chor
Der östliche Chors wurde 1320 gebaut mit Feldsteinen im unteren Teil und gotischen Backsteinfenstern. Im Giebelbereich sind Backsteine verwendet worden. Der Chor ist schmaler als das Schiff, hat aber in etwa die gleiche Firsthöhe mit steilerer Dachneigung. Er ist gewölbt mit dünnen Birnstabrippen. Die Rippen und die Rahmung der fein profilierten Fenster haben eine spätmittelalterliche Farbfassung. Zwischen Chor und Schiff ist ein niedriger Rundbogen.

### Turm
Der mittelalterliche Westturm stürzte 1680 ein.
Der neue quadratisch neogotische Turm von 1884 in Backstein trägt einen schmalen, achteckigen spitzen schiefergedeckten Helm. Das Mauerwerk ist durch Ecklisenen und einen abschließenden Fries gegliedert. Jede Seite zeigt zwei große spitzbogige Schallöffnungen und darüber das Zifferblatt der Turmuhr.

### Innenraum

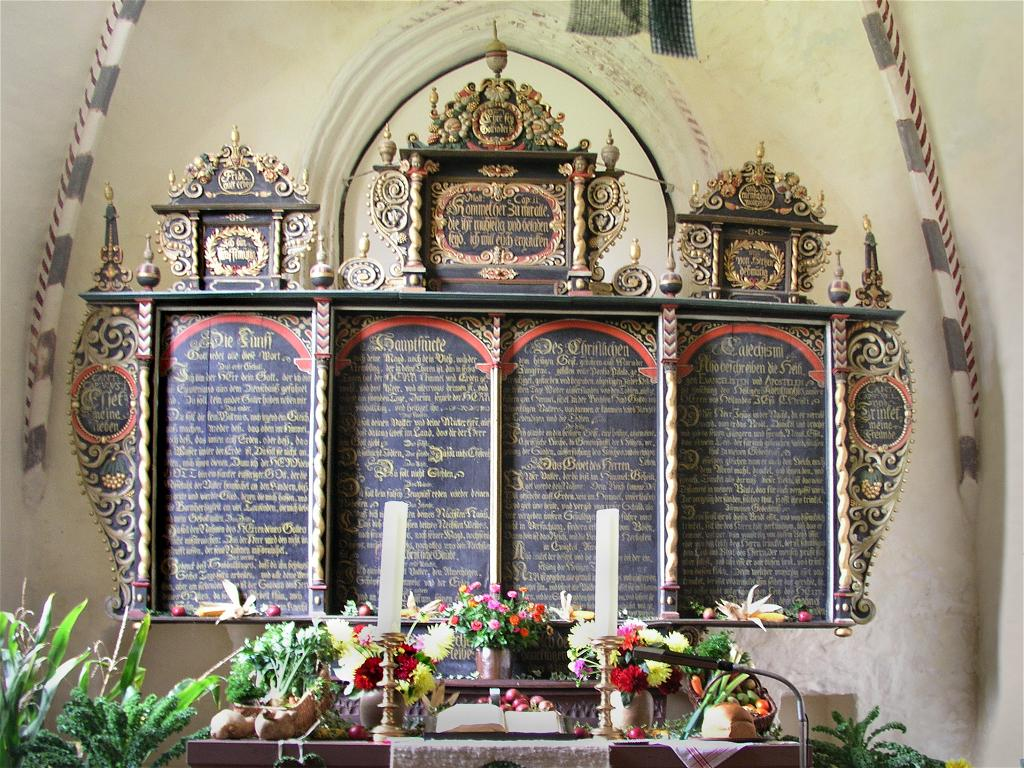
Der Altar mit Schrifttafeln und reichem Dekor

Der Innenraum ist geprägt durch schlichtes Gestühl und eine umlaufende Empore. Nach oben schließt ein Tonnengewölbe das Kirchenschiff ab, während der Chor ein Rippengewölbe aufweist. Die braun getönte, mit Goldverzierungen versehene Empore stützt sich auf schlichte Holzpfeiler. Auf bildliche Darstellungen ist ganz verzichtet worden. Das geschah aus Rücksicht auf das Bilderverbot der Reformierten Kirche.

### Ausstattung

#### Altar, Kanzel, Taufbecken
Der prunkvolle Altaraufsatz (Altarretabel), mit reichen Verzierungen aus Blumen, Früchten und Voluten, steht im Kontrast zu dem sonst schlichten Innenraum ohne Bilder oder größere figürliche Darstellungen. Auf vier großen Tafeln sind Bekenntnistexte und Bibelworte zu lesen, unter anderem die zehn Gebote.
Die Kanzel wurde 1644 von Bremer Holzschnitzer gefertigt; im Schalldeckel stehen Losungsworte der ev. Kirchentage.

Das hölzerne Taufbecken im Stil der Renaissance stammt von um 1600, mit heutiger kupferner Schale und Bekrönung im Barockstil.

#### Orgel

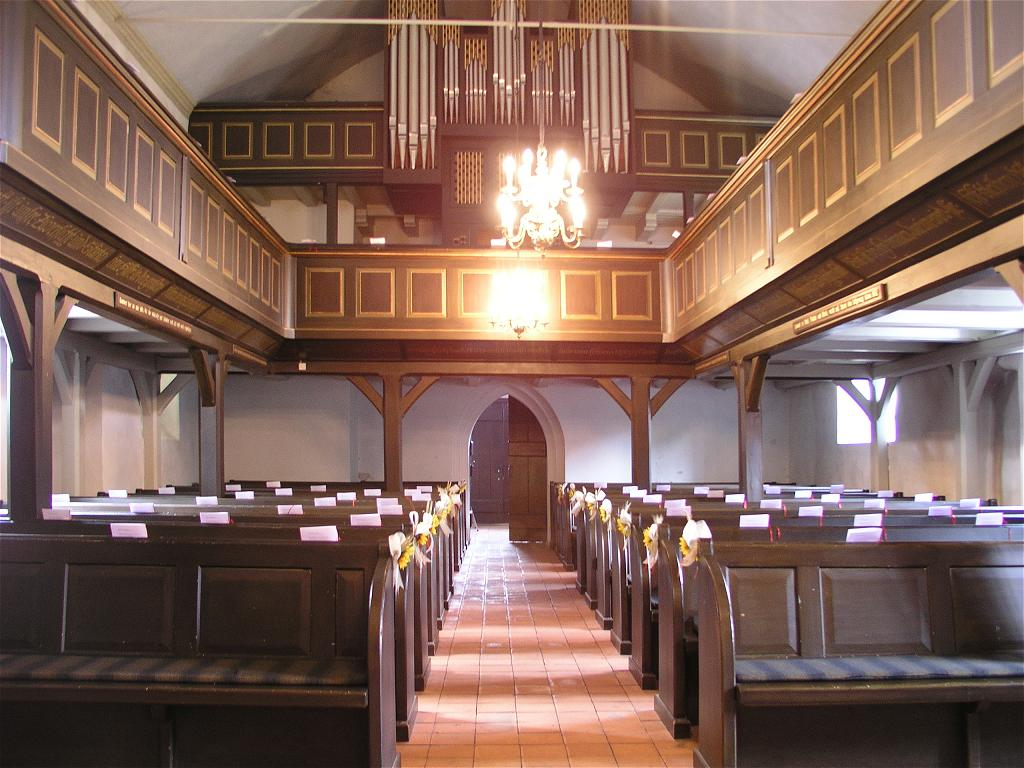
Das Innere nach Westen mit Emporen und Orgel

Die Orgel entstand 1680 zur Zeit von Kantor Alarich Hons, der sich nun „Organist“ nannte. 1788 ließ die Simultangemeinde von Orgelbauer Georg Wilhelm Wilhelmy aus Stade ein neues Instrument erbauen. Über der Westempore befindet sich die heutige Orgel, deren schlichtes 1974 durch Alfred Führer gefertigtes Gehäuse sich in Form und Farbgebung den Emporen anpasst. Der größte Teil des Pfeifenmaterials der jetzigen Orgel, die 1974 von Alfred Führer (Wilhelmshaven) gebaut wurde, stammt aus den vorgängigen Instrumenten von Wilhelmi und Johann Hinrich Röver. Die foliierten Prospektpfeifen stammen von Wilhelmy. Die Firma Harm Dieder Kirschner aus Weener führte 2005 die letzte Renovierung durch.
| I Hauptwerk C–f3 |       |     |
| Quintadena       | 16′   | W/R |
| Principal        | 8′    | W   |
| Rohrflöte        | 8′    | F   |
| Oktave           | 4′    | W   |
| Rohrflöte        | 4′    | W   |
| Quinte           | 2 ⁄3′ | W   |
| Oktave           | 2′    | W   |
| Mixtur III–IV    |       | W   |
| Trompete         | 8′    | W   |

| II Brustwerk C–f3 |       |     |
| Holzgedackt       | 8′    | W/R |
| Prinzipal         | 4′    | F   |
| Waldflöte         | 2′    | F   |
| Sesquialter       | 1 ⁄3′ | F   |
| Oktave            | 1′    | F   |

| Pedal C–f1 |     |   |
| Subbaß     | 16′ | R |
| Oktave     | 8′  | R |
| Oktave     | 4′  | W |
| Fagott     | 16′ | F |

Anmerkungen
W = Georg Wilhelm Wilhelmi (1788)
R = Johann Hinrich Röver (1871)
F = Alfred Führer (1974)

#### Glocken
Der Turm beherbergt zwei Glocken, die aus dem Vorgänger-Glockenstuhl übernommen wurden.
| Glocke | Durchmesser | Gießer     | Gussjahr | Gussort | Schlagton |
| ------ | ----------- | ---------- | -------- | ------- | --------- |
| 1      | 900 mm      | C. Haupner | 1716     | Stade   | ais′      |
| 2      | 860 mm      | Bartels    | 1817     | Bremen  | h′        |